# Matematyczność świata
Matematyczność świata – cecha świata, fakt, że daje się go opisać matematycznie, podawana jako jedno z założeń nauk empirycznych przez chrześcijańskiego filozofa przyrody Michała Hellera.
Teza o matematyczności świata upowszechniła się wraz z powstaniem nowożytnej nauki, gdy rozwój matematyki (np. rachunek różniczkowy i całkowy wynaleziony równolegle przez Newtona i Leibniza) otworzył nowe perspektywy matematycznego opisu świata. Potwierdza ją rozwój nauk, opierających się na matematyce.
Matematyczność świata odpowiada w pewnym stopniu dawniejszej zrozumiałości bytu (intelligibilitas entis), rozpatrywanej w średniowieczu. Zachodzi podejrzenie, czy nie jest to hipoteza trywialna, okazuje się jednak, że wcale nie. Nie jest to wcale jedyny rozpatrywany pogląd na świat. Wigner określał zrozumiałość świata jako niezrozumiałą, Albert Einstein pisał nawet, że jest to jedyna naprawdę niezrozumiała rzecz. Wobec tego rozpatruje się też poglądy przeciwne:
- amatematyczność przyrody,
- matematyczna transcendentność przyrody,
- przyroda opisywana przez matematykę zbyt trudną, by umożliwić powstanie i rozwój nauki.

Jeśli jednak przyroda byłaby amatematyczna, a więc nieopisywalna żadną matematyką, byłaby też zupełnie irracjonalna. Rozważa się takie światy (świat niematematyczny). Jednakże gdyby taki świat był całkowicie niematematyczny, nie obowiązywałyby w nim żadne zupełnie prawa bądź też różne zasady obowiązywałyby naraz. Prowadziłoby to do sprzeczności (mówi się nawet, że świat taki byłby rozrywany przez sprzeczności). W rezultacie świat taki nie mógłby zaistnieć.
Świat mogłaby jednak opisywać matematyka zbyt skomplikowana, by człowiek mógł ją poznać – transcendentną wobec możliwości poznawczych człowieka. Nawet zaś jeśli byłaby opisywana matematyką, którą człowiek może zrozumieć, mógł towarzyszyć jej stopień trudności, który praktycznie uniemożliwiłby powstanie oraz następnie rozwój opartych na matematyce nauk przyrodniczych. Michał Heller podaje tutaj jako przykład opisane przez Newtona prawo powszechnego ciążenia, zgodnie z którym każde dwa ciała obdarzone masą przyciągają się z siłą odwrotnie proporcjonalną do kwadratu odległości między nimi
{\displaystyle F=G{\frac {m_{1}m_{2}}{r^{2}}}.}
Wystarczy, że zamiast kwadratu odległości w mianowniku pojawi się wartość nieznacznie odbiegająca od liczby 2, np.
{\displaystyle F=G{\frac {m_{1}m_{2}}{r^{2,1}}},}
a planety w Układzie Słonecznym będą poruszały się po torach tak skomplikowanych, że nie będzie możliwe wykrycie rządzących nimi praw. W rezultacie Heller rozróżnia światy ontycznie matematyczne (o matematyczności w sensie ontologicznym) i poznawczo matematyczne (o matematyczności poznawczej). Oba rodzaje światów opisywane są pewnymi regułami, różnią się natomiast możliwościami zbadania ich i opisania przez człowieka.